# Битва при Монтенегро
Битва при Чорногорії , яку також називають битвою Куеста де Коямбуйо, відбулася 24 червня 1838 року в горах Чорногорії, на території сучасної Болівії .
Солдати Перуансько-Болівійської конфедерації , чисельність яких варіюється відповідно до джерела, від 260 до 1900, під командуванням німецького генерала Отто Філіпа Брауна , несподівано напали на аргентинські війська, які складалися з 750 до 800 чоловік, після того, як вони 20 днів марширували по нерівних дорогах і ярах.

## Передумови
Аргентинському командиру Алехандро Ередіа вдалося сформувати армію приблизно з 3500 чоловік, організованих у три дивізії:  колоні Вірто було доручено просуватися через ущелину Умауака , атакувати район Іруя та перешкоджати відступу армії Брауна. Колона Грегоріо Паса повинна була зайняти Таріху і загрожувати Чукісаці . Ще одна була б резервом, залишаючись у тилу.
5 червня 1838 року маршал Санта-Крус, перед чилійськими приготуваннями, спробував розпочати переговори, надіславши листа Алехандро Ередіа, і призначив Наполеона Бонетті переговорником, але це був аргентинський втікач, якого оголосили зрадником і злочинцем, а Ередіа підтвердив що він намагався здійснити план повстання проти нього на півночі Аргентини, з цієї причини він не визнав депутатської недоторканності Бонетті, ув'язнив його і відправив до Буенос-Айреса 21 серпня 1838 року. Браун вимагав звільнення Бонетті, погрожуючи відновив військові дії, але 19 жовтня отримав негативну відповідь від Ередіа, який продовжував вважати Бонетті злочинцем.
Дізнавшись про аргентинське вторгнення (11 червня), генерал Браун перевів свої війська з Тупізи та рушив з ними до Таріхи, де отримав точні відомості про курс, який взяли аргентинці.
Після перемоги в битві при Сапатері (3 червня 1838 р.) Пас з 750 чоловіками всіх озброєнь просунувся до долини Сан-Луїс. Там прикордонний командир Ідельфонсо Куельяр повідомив йому, що Браун був у Таріхі лише з 200 піхотинцями та 50 кавалеристами, тому Пас вирішив взяти місто. 24 червня, лише за 25 км від Таріхи, він дізнався, що Браун ховається на горі Чорногора з приблизно 1500 піхотинцями та понад 400 кавалеристами. 

## Битва
Звістка про поразку Аргентини в Іруї призвела до розпорошення більшої частини піхоти Жужуй, тож Пас почав відхід через ущелину, переслідуваний болівійцями, поки він не зупинився на схилі Куямбуйо, вирішивши розпочати бій. 
Після наполегливої погоні Браун досяг Куямбуйо 24 червня. Аргентинські солдати ховалися на 5 паралельних позиціях, прикриваючи свої боки наявними кавалерійськими силами.
Коли почався бій, піхота Пуна дезертирувала і приєдналася до болівійців. Через умови місцевості Пас не мав можливості керувати кавалерією, тому залишився ескадрон стрілок, рота полку Агентинських кірасирів і сто п’ятдесят чоловік піхоти під командуванням підполковника Мануеля Уб’єрни.  
Болівійські війська домінували над аргентинською піхотою з вищих позицій і, прикриваючись їх вогнем, Браун наказав атакувати ворожі позиції. Болівійські солдати атакували, незважаючи на втому, здалися і змусили аргентинців відступити.
Наполегливий опір вірної піхоти Жужуй (п'ятдесят чоловік під командуванням капітана Бернардо Лагоса), стрільців полковника Сальвадора Марії Гонсалеса, сил полковника Маркоса Паса та авангарду на чолі з командиром Матео Ріосом тривав п'ять годин.  3
Генерал Отто Філіп Браун, командувач болівійськими військами, які здобули перемогу в чорногорських горах.
Нарешті, штурм під керівництвом самого Брауна, підкріпленого Еустакіо Мендесом , Себастьяном Агредою , Фернандо Марією Камперо Барраганом і Франсіско Бердеттом О'Коннором , витіснив аргентинських солдатів з їх останньої позиції.

## Наслідки
22 серпня 1838 року Ередіа наказав відійти до Хужуй , а потім до Тукумана , оскільки обидві колони зазнали поразки.
Після поразки аргентинські війська більше не з'являлися перед болівійськими силами, а також не реагували на захист своїх територій, захоплених ними. Така ситуація тривала до падіння Санта-Крус у 1839 році після битви при Юнгаї , року, коли новий президент Хосе Мігель де Веласко наказав покинути територію Аргентини болівійськими військами.